# Гулія (Сучава)
Гулія (рум. Gulia) — село у повіті Сучава в Румунії. Адміністративно підпорядковане місту Долхаска.
Село розташоване на відстані 333 км на північ від Бухареста, 37 км на південний схід від Сучави, 79 км на захід від Ясс.

## Населення
За даними перепису населення 2002 року у селі проживали 2016 осіб.
Національний склад населення села:
| Національність | Кількість осіб | Відсоток |
| -------------- | -------------- | -------- |
| цигани         | 1047           | 51,9%    |
| румуни         | 969            | 48,1%    |

Рідною мовою назвали:
| Мова      | Кількість осіб | Відсоток |
| --------- | -------------- | -------- |
| румунська | 1738           | 86,2%    |
| циганська | 278            | 13,8%    |